# Spanking the Monkey
Spanking the Monkey è un film del 1994 diretto da David O. Russell.